# すがやあゆみ
すがや あゆみ（本名同じ、3月19日 - ）は日本の女性障害者アイドルであり、マルチネットアイドルである。神奈川県横浜市出身。先天性多発性関節拘縮症の重度障害を持つ。
愛称は「あゆ」または「姫」。英語表記は「ayumi sugaya」。血液型はA型。事務所に所属はなく、自身のサイト「ayumism.com」が公式の所属場所となっている。神奈川新聞社にWebクリエイターとして勤務する。

## 経歴
- 2000年、インターネット上に個人サイト『あゆみのGENKIにきらきら☆ぱらだいす』を開設すると、当時の個人サイトでは驚異的なアクセス数を記録し、訪問者の要望から2001年写真の公開、ネットアイドルとしてのデビューとなる。
- 重度の身体障害者でありながら出演から裏方までこなす、精力的な姿で障害者アイドルという新分野を築いた。
- 2004年、写真家・畑谷友幸を公式フォトグラファーに迎え、障害者アイドルとしての活躍の場を広げる。その後、畑谷友幸の作品モデルとしても関わった。
- 2005年7月31日、フジテレビ系『ザ・ノンフィクション「あゆの恋～泣かない めげない くじけない」』出演。
- 2005年、著書『ナチュラル　障害はあたしのブランド』出版。新人著者で、発売日にアマゾン最高40位記録。6000部強を売りあげた。
- 2006年、青年版国民栄誉賞「人間力大賞」準グランプリ受賞。
- 2008年5月5日、入籍。
- 2009年5月5日、挙式。
- 2010年4月4日、フジテレビ系『ザ・ノンフィクション「あゆの結婚～泣かない めげない くじけない」』出演。
- 2011年7月23日、テレビ東京系『生きるを伝える「私から世界へマルチネットアイドル　「すがやあゆみさん」」』出演。
- 2011年7月29日、NHK Eテレ系『きらっといきる　バリバラ＋』出演。
- 2014年　出産

## 著書
- ナチュラル　障害はあたしのブランド（中経出版&Book&BookS ISBN 4806123021）